# Mygdonius

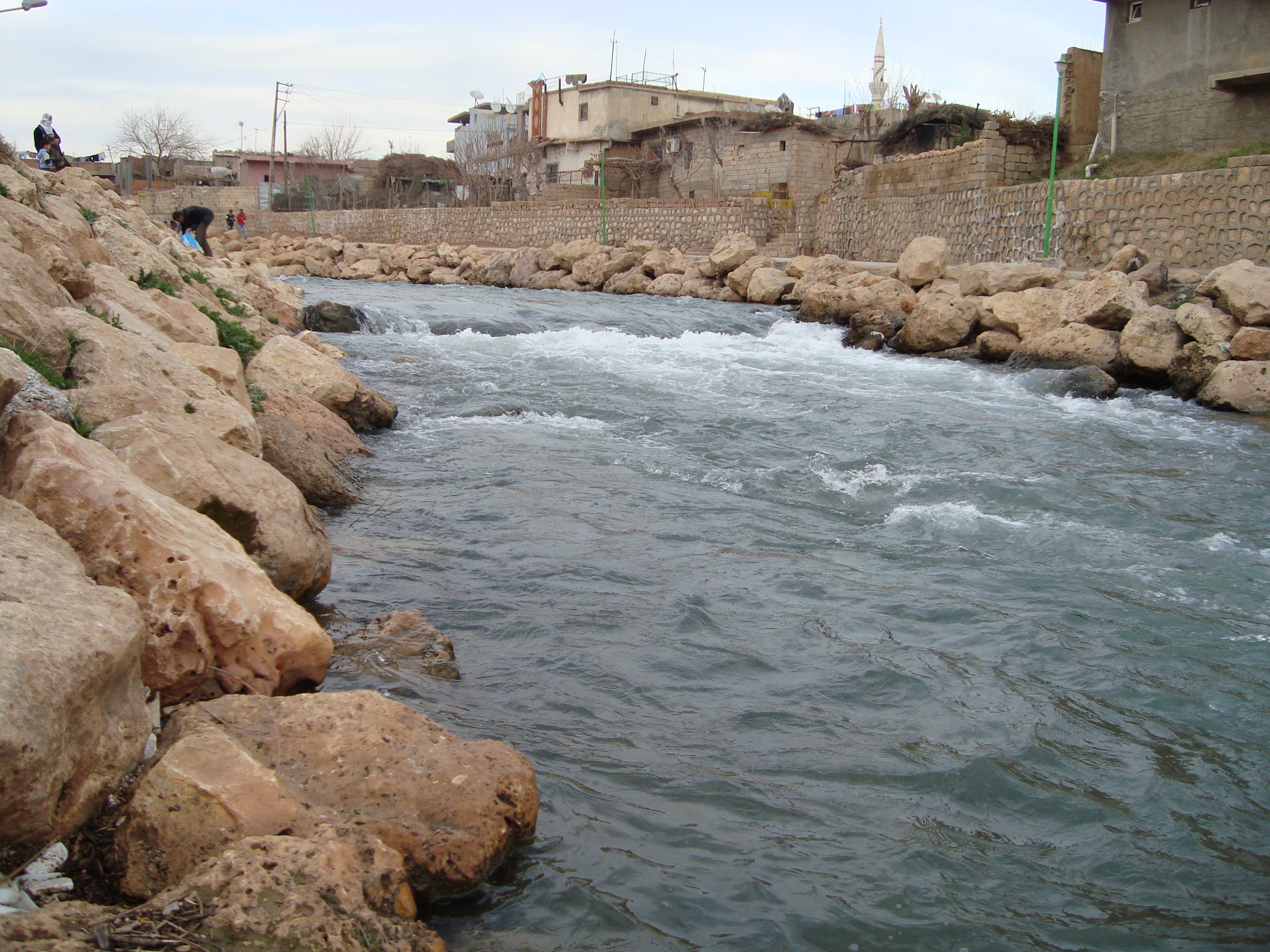
La Jaghjagh à Nusaybin.

Mygdonius est l'ancien nom d'une rivière de Turquie et Syrie, aussi appelée Saocoras et aujourd'hui Jaghjagh.
Elle se jette dans le Khabur, ce qui en fait un sous-affluent de l'Euphrate.
Le nom de Saocoras lui fut donnée par Ptolémée, puis elle fut renommée Mygdonius sous les Séleucides, selon l'empereur Julien, qui affirme qu'elle  inondait les champs voisins de la ville de Nisibe (aujourd'hui Nusaybin).